# Deutsches Notfallvorsorge-Informationssystem
Das deutsche Notfallvorsorge-Informationssystem (deNIS) war bzw. ist ein Verzeichnis im Inter- bzw. Intranet. Das System deNIS I diente der Information der allgemeinen Bevölkerung und wurde inzwischen eingestellt. Das System deNIS IIplus wurde ausschließlich bestimmten Entscheidungsträgern bei Bund und Ländern zur Verfügung gestellt.

## Hintergrund
Nach dem 11. September 2001 und der Flutkatastrophe an Elbe, Donau und ihren Nebenflüssen verständigten sich die Länder und der Bund auf die „Neue Strategie zum Schutz der Bevölkerung“. Vor dem Hintergrund der veränderten Bedrohungslage beschrieb sie die Notwendigkeit, die Hilfeleistungspotenziale der Länder und des Bundes zur Bewältigung großflächiger Gefahrenlagen zu bündeln. Die neue Strategie forderte daher neue Informations- und Koordinationsinstrumente. 
Bei der Bewältigung des Elbehochwassers zeigte sich das Erfordernis von Verbesserungen beim überörtlichen Ressourcenmanagement. Defizite bei der Gewinnung, Verarbeitung und Übermittlung von Informationen waren oft Ursache für die aufgetretenen Schwierigkeiten.
Weil bei großen Katastrophen die notwendigen Informationen nicht oder nicht rechtzeitig zur Verfügung standen, wurde das Bundesamt für Bevölkerungsschutz und Katastrophenhilfe beauftragt, ein deutsches Notfallvorsorge-Informationssystem (deNIS) aufzubauen.
Hierzu wurden vom Bundesamt für Bevölkerungsschutz und Katastrophenhilfe zwei voneinander unabhängige Systeme entwickelt, wobei deNIS I als offenes Internetportal für alle Bürger konzipiert war. deNIS II plus hingegen steht nur einem begrenzten Benutzerkreis innerhalb eines geschlossenen Intranetsystems zur Verfügung.

## deNIS I
deNIS I war eine internetbasierte zentrale Informationsplattform und diente der Information der Bevölkerung über die verschiedenen
- Gefahrenarten,
- die Möglichkeiten der Gefahrenabwehr,
- mögliche Vorsorgemaßnahmen,
- Verhaltensregeln bei Katastrophen
- sowie über personelle und materielle Hilfeleistungspotentiale in der Bundesrepublik.

Darüber hinaus wurden auf der Startseite aktuelle Meldungen zu Gefahrenlagen aufgezeigt. Im Falle einer Katastrophe sollte der Bürger hier Hinweise amtlicher Stellen und weitere Informationen als Dossier abrufen können.
Die Informationen in deNIS I sollten dem rechtzeitigen Einleiten von Schutzmaßnahmen im Rahmen des Selbstschutzes und der Nachbarschaftshilfe dienen, um die Schäden im Falle einer Katastrophe so klein wie möglich zu halten.
Das als Metadatenbank konzipierte System beinhaltete eine Linksammlung von über 3.500 Links sowie weitere Informationen in Form von Merkblättern des Bundesamts für Bevölkerungsschutz und Katastrophenhilfe.
Mitte des Jahres 2015 wurde der Betrieb von deNIS I eingestellt. Ein kleiner Teil der bisher angebotenen Informationen wird jetzt über die Webseite des Bundesamtes für Bevölkerungsschutz und Katastrophenhilfe angeboten. Informationen zu Gefahrenlagen und Warnmeldungen werden nunmehr über die Warn-App NINA des Bundesamtes für Bevölkerungsschutz und Katastrophenhilfe bereitgestellt.

## deNIS II plus
Dieses Informationssystem steht nur einem besonderen Benutzerkreis zur Verfügung. Hierbei handelt es sich um Entscheidungsträger bei Bund und Ländern, die bei einer großflächigen Gefahrenlage tätig werden. Die Abstimmung dieser Institutionen sollte mit deNIS II plus schneller und zielgerichteter erfolgen.
Die zur Verfügung stehenden Informationen dienen bzw. dienten im Wesentlichen der Beurteilung der Lage und der Feststellung, welche Maßnahmen zum Schutz der Bevölkerung eingeleitet werden müssen und ob weitere Ressourcen aus benachbarten Bundesländern, vom Bund oder aus dem Ausland anzufordern sind. Durch deNIS II plus sollten insbesondere das Informationsmanagement sowie das überörtliche Ressourcenmanagement verbessert werden. 
Die Unterstützung dieser administrativen und operativen Aufgaben der Krisenstäbe wurde ein Informationssystem mit Geo-Komponente unter Einbindung von Kartenmaterial eingerichtet.
Genutzt wurde bzw. wird das System vor allem auf Bundesebene, auf Landesebene hingegen weit weniger. Dies wird teils auf den Unwillen der Länder zurückgeführt, innerhalb ihres eigenen Zuständigkeitsbereichs finanzielle und personelle Ressourcen in diesem übergeordneten System zu binden. Teils wird denis II plus als ein Misserfolg (failed vertical informal governance process) bewertet.